# Martin Brady
Martin Brady (* 7. Mai 1947 in Virginia, County Cavan) ist ein irischer Politiker der Fianna Fáil. Er war von 2007 bis 2011 Senator im Seanad Éireann.
Brady besuchte das Franciscan Brothers College in Clara, County Offaly. Vor seiner politischen Karriere war er als Executive Officer bei Telecom Éireann tätig.
Im Jahr 1997 wurde Brady erstmals für Fianna Fáil im Wahlkreis Dublin North-East in den 27. Dáil Éireann gewählt. 2002 erfolgte seine Wiederwahl. 2007 konnte er diesen Erfolg nicht wiederholen und schied nun aus dem 29. Dáil aus. Stattdessen wurde er von Taoiseach Bertie Ahern zum Senator im 23. Seanad Éireann nominiert.
Brady ist verheiratet und hat drei Töchter.